# Nowa Góra (Łódź)
Pour les articles homonymes, voir Nowa Góra.
Nowa Góra (prononciation [ˈnɔva ˈɡura]) est un village de la gmina de Żarnów, du powiat d'Opoczno, dans la voïvodie de Łódź, situé dans le centre de la Pologne.
Sa population s'élevait à 15 habitants en 2012.

## Administration
De 1975 à 1998, le village était attaché administrativement à l'ancienne voïvodie de Piotrków.

Depuis 1999, il fait partie de la nouvelle voïvodie de Łódź.